# شو لانج
شاو لانج وانج (بالإنجليزية: Shaw-Lan Wang)‏ (بالصينية: 王 效 蘭؛ من مواليد 1941 في بينين) هي سيدة أعمال تايوانية تعمل كناشرة في يونايتد ديلي نيوز United Daily News ودار مين شنغ باو في تايوان المتوقفة عن النشر. درست شاو لانج في جامعة شيش هسين، وتخرجت في عام 1964.

## حياتها المُبكرة
وُلدت شاو لانج في تشونغتشينغ ولكن تنحدر جذور عائلتها من تشجيانغ. بين أربعة أشقاء أصغر سنًا. سافر والدها وانغ تيو، وهو عقيد في جيش شيانج كاي شيك، إلى تايوان في عام 1947 وأسس صحيفة يونايتد ديلي نيوز في عام 1951. درست وانغ الصحافة في تايبيه، ثم عملت كمراسلة في يونايتد ديلي نيوز. تزوجت لانج من طيار في سلاح الجو وعاشت في سويسرا مع زوجها. طلب والدها منها ف وقت لاحق للعودة إلى تايوان وإدارة الصحيفة.
اشترت وانج من خلال عقدها مع هارموني دار لانفين في أغسطس 2001، وهي أقدم دار أزياء تابعة للوريال L'Oréal. استأجرت وانغ ألبرت الباز كمصمم في لانفين خلال العام نفسه.
شغلت شاو لانج منصب إدارة كل من دار مين شنج باو وصحيفة يوروبا حتى عام 2006 وعام 2009.
حصلت شاو لانج على جائزة وسام جوقة الشرف بالإضافة إلى جائزة «جائزة الفنون والفنون للآداب» من حكومة فرنسا.